# Blue Origin
Blue Origin — американская частная аэрокосмическая компания со штаб-квартирой в городе Кент, Вашингтон. Создана в 2000 году основателем Amazon Джефом Безосом, и находится на территории его ранчо, расположенного в 40 км к северу от города Ван-Хорн, округ Калберсон, штат Техас, США.

## История
Компания выросла из увлечения Джеффа Безоса космосом, классической фантастической литературой, идей писателя Айзека Азимова и физика Джерарда О’Нила о перспективах жизни человека в космосе и убеждения Безоса об ограниченности земных ресурсов при неограниченном их числе вовне Земли. В Принстонском университете Безос посещал семинары О’Нила и был президентом местного филиала организации «Студенты за Исследование и Разработку Космоса».
После основания Amazon.com Безос познакомился с фантастом Нилом Стивенсоном, также увлечённым космосом. 8 сентября 2000 года Безос зарегистрировал компанию под именем Blue Operations LLC в Кенте, а Стивенсон арендовал для неё площадь на территории бывшей фабрики конвертов в промзоне на юге Сиэттла.
Первые члены команды были, скорее, визионерами: хакер Пабло Холман, изобретатель Уильям Даниэль Хиллис, историк науки Джордж Дайсон (сын Фримена Дайсона и брат Эстер Дайсон). Кроме того, Безос подключил к проекту главного юрисконсульта Amazon Алана Каплана, также увлечённого космосом. К 2003 году Безос начал нанимать опытных аэрокосмических инженеров, в том числе ранее работавших над проектом DC-X. Тогда же Безос обсуждал перспективы частной космонавтики с основателем SpaceX Илоном Маском, но кооперации между ними не сложилось, а позднее они стали конкурентами.
В 2003 году началось строительство прототипа высотой 18 м из оставшихся из 60-х двигателей Rolls Royce Viper, который получил название Charon в честь спутника Плутона. Спустя 2 года, 5 марта 2005 года на озере Мозес в штате Вашингтон прошли успешные испытания взлёта и посадки. Параллельно с работой над следующим прототипом Безос нашёл для строительства космодрома участок площадью 1210 км² с ранчо к северу от городка Ван-Хорн в Техасе, который выкупил через несколько компаний, названых в честь путешественников — Джеймса Кука, Луи Жолье, Франциско Васкеса де Коронадо и Джона Кэбота.
В 2010 году компания получила 3,7 млн долларов инвестиций от НАСА в рамках Commercial Crew Program, в 2011 — 22 млн.
В марте 2017 года Blue Origin получила первого коммерческого клиента: им стал спутниковый телевизионный провайдер Eutelsat — 7 марта был подписан контракт, по которому в течение пяти лет один из спутников этой компании будет выведен на орбиту при помощи ракеты-носителя New Glenn. Днём позже был подписан второй контракт, на пять пусков ракеты New Glenn со спутниками компании OneWeb.
В мае 2019 года Blue Origin вошла в список компаний, отобранных НАСА для разработки и производства прототипов космических аппаратов для высадки на Луну в рамках новой американской лунной программы «Артемида» (см. Blue Moon).
В августе 2021 года Blue Origin подала иск к НАСА в связи с тем, что контракт на создание пилотируемого лунного корабля был заключён не с ней, а с компанией SpaceX.
В октябре 2021 года Blue Origin объявила о планах участия в создании коммерческой станции Орбитальный риф.

## Ракеты

### Charon
Пятого марта 2005 года Blue Origin провёл испытания первого прототипа — аппарата Charon. Конструктивно он представлял собой лёгкий алюминиевый каркас на 4 посадочных «ногах» с 4 реактивными двигателями Rolls-Royce Viper Mk.301. Charon был предназначен для испытаний вертикального взлёта и посадки для многоразовых космических кораблей. В ходе тестового полёта аппарат поднялся на высоту 96,3 м и успешно приземлился. В мае 2012 года тестовый образец был передан в Музей авиации в Сиэтле.

### Goddard
13 ноября 2006 года на площадке в Техасе прошли первые испытания Goddard — первой настоящей ракеты компании. Аппарат был назван в честь Роберта Годдарда — одного из пионеров современной ракетной техники. Goddard был оснащён 9 двигателями, работающими на пероксиде водорода в качестве монотоплива и был предназначен для суборбитального полёта. В ходе первого экспериментального пуска ракета поднялась на высоту около 100 м и мягко приземлилась на бетонную площадку.

### New Shepard
Многоразовый шестиместный космический корабль New Shepard, названный в честь астронавта Алана Шепарда, рассчитан на осуществление вертикальных взлётов и посадок. Аппарат конической формы имеет около 15 метров в высоту и 6 метров в диаметре у основания. Аппарат состоит из двух модулей — моторного отсека и капсулы экипажа, в которой могут находиться три и более человек.
Тяга двигателей, работающих на концентрированной перекиси водорода и керосине (общая масса топлива — около 54 тонн), должна составить приблизительно 100 тонн; за 110 секунд они должны поднять аппарат на высоту 40 километров, далее двигатели выключатся, а подъём продолжится по инерции.
Корабль должен подниматься на высоту около 100 километров, после чего — переходить на посадочную траекторию.
Повторный запуск двигателей проводится для посадки на космодром Корн Ранч (англ. Corn Ranch). Длительность полёта составит около 10 минут. Интервал между полётами должен составлять не более недели.
Первый пилотируемый полёт космического корабля New Shepard состоялся 20 июля 2021 года. Корабль достиг высоты в 100 км. Суборбитальный полёт совершили миллиардер Джефф Безос, его брат Марк, 82-летняя участница программы «Меркурий 13» Уолли Фанк и космический турист 18-летний выпускник школы Оливер Деймен из Нидерландов. Победитель аукциона, который пока сохраняет анонимность, объявил, что решил полететь в составе одного из будущих экипажей из-за несовпадения графика.

### New Glenn
В сентябре 2015 года компания Blue Origin объявила о планах начала создания новой, более мощной многоразовой ракеты-носителя в котором будет установлен новый двигатель BE-4 совместно разрабатываемый компаниями Blue Origin и United Launch Alliance (ULA). Планируется, что сначала ракета будет доставлять на орбиту спутники, а затем и людей.
В сентябре 2016 года было объявлено официально название новой ракеты: New Glenn, названной в честь астронавта Джона Гленна, и опубликованы её характеристики. Ракета схожа с РН Vulcan Centaur от ULA (та также использует двигатель BE-4), но отличается большей грузоподъемностью (на геопереходную орбиту сможет доставлять до 13 тонн полезной нагрузки) и многоразовой первой ступенью.
Первый запуск изначально был назначен на 2020 год, но несколько раз откладывался, вначале на 2021 год, затем на 2023 год, а потом на 2025.
Первый успешный полет был совершен 16 января 2025 года.

## Космические аппараты

### Blue Moon
В мае 2019 года в Вашингтоне презентован прототип посадочного модуля Blue Moon для высадки на Луну. Аппарат может совершать мягкую посадку на поверхность Луны, имея полезную нагрузку от 3,6 до 6,5 тонн, при этом на его крыше можно будет разместить луноход.

## Двигатели
- BE-3 (водород/кислород)
- BE-4 (кислород/метан)
- BE-7 (разработан для посадочного модуля Blue Moon; пробный запуск был запланирован на лето 2019 года[23])

## Площадки

### НИОКР, испытательные полигоны
Штаб-квартира Blue Origin расположена в Кенте, штат Вашингтон. Там располагается центр НИОКР, занятый общей разработкой двигателей, ракет и космических кораблей — от концептуализации до стадии прототипа. В Кенте также локализовано производство компонентов для New Shepard.
Производство двигателей расположено в Хантсвилле, штат Алабама, там же находится испытательный полигон для них. В Ван-Хорне, штат Техас, неподалёку от стартовой площадки компании, располагается ещё один центр НИОКР компании и испытательный полигон для ракет.

### Launch Site One
Космодром Blue Origin в западном Техасе расположен к северу от города Ван-Хорн. Общая лощадь космодрома составляет около 670 км² и включает стартовый комплекс и посадочную площадку, тестовые стенды, производственный комплекс, центр обучения космонавтов и другие объекты. На этой площадке в 2006 году прошли испытания Goddard, в дальнейшем компания лицензировала её для запуска New Shepard.

### Launch Complex 36
В 2015 году Blue Origin достигла соглашения об использовании стартового комплекса 36 на мысе Канаверал во Флориде, ранее входившего в состав базы Космических сил США. Компания провела реконструкцию комплекса, чтобы подготовить его к запуску перспективных орбитальных ракет New Glenn.

## Тестовые полёты

### Charon
- 5 марта 2005 года. Тестовый полёт, успешно. Высота подъёма 96 метров[31][32].

### Goddard PM1
- 13 ноября 2006, 06:30[33]. Аппарат поднялся в небо на 85 метров и затем совершил вертикальную посадку[34].
- 22 марта 2007.
- 19 апреля 2007.

### New Shepard (PM2)
- 6 мая 2011.
- 24 августа 2011. Потеря аппарата[35].

### New Shepard (PM3)
- 19 октября 2012 года. Испытание системы спасения капсулы; без запуска ракетного модуля[36].
- 29 апреля 2015 года. Первый запуск космического корабля New Shepard, частичный успех: ракетный модуль разбился при посадке, однако обитаемая капсула выполнила всю программу полёта. Высота 93,5 км[37]. Двигатель кислородно-водородный, собственной разработки, BE-3[англ.].
- 24 ноября 2015 — запуск на высоту 100,5 км. Успешное возвращение ракетного модуля на Землю с помощью вертикальной посадки и капсулы на парашютах[38][39].

- 22 января 2016 года — запуск на высоту 101,7 км. Успешное возвращение ракеты и корабля, использованных в запуске в ноябре 2015 года.[40][41]
- 2 апреля 2016 — запуск на высоту 103 км. Успешное возвращение ракеты и корабля.[42]
- 19 июня 2016 — успешный суборбитальный полёт и посадка повторно используемого бустера: четвёртый запуск и посадка одной той же ракеты New Shepard 2.
- 5 октября 2016 — пятый и последний успешный суборбитальный полёт и посадка New Shepard 2[43].

- 12 декабря 2017 — первое успешное испытание многоразовой системы New Shepard 3. Запуск и приземление одноимённой ракеты и модернизированной капсулы были признаны успешными.
- 29 апреля 2018 — второе успешное испытание New Shepard 3[44][45].
- 23 января 2019 — миссия NS-10 New Shepard[46]

### New Glenn
- В 2021 году планируется прилунение в кратере Шеклтон[47][21].
- Первый успешный полет был совершен 16 января 2025 года.